# Gliricidia sepium
Gliricidia sepium, popularmente referenciada simplesmente por seu gênero Gliricidia, é uma árvore leguminosa de tamanho médio pertencente à família Fabaceae. É uma importante árvore multifuncional, com uma distribuição nativa do México à Colômbia, mas agora amplamente introduzida em outras zonas tropicais. No Brasil, é bastante usada atualmente em sistemas agroflorestais e na agricultura sintrópica.

## Descrição

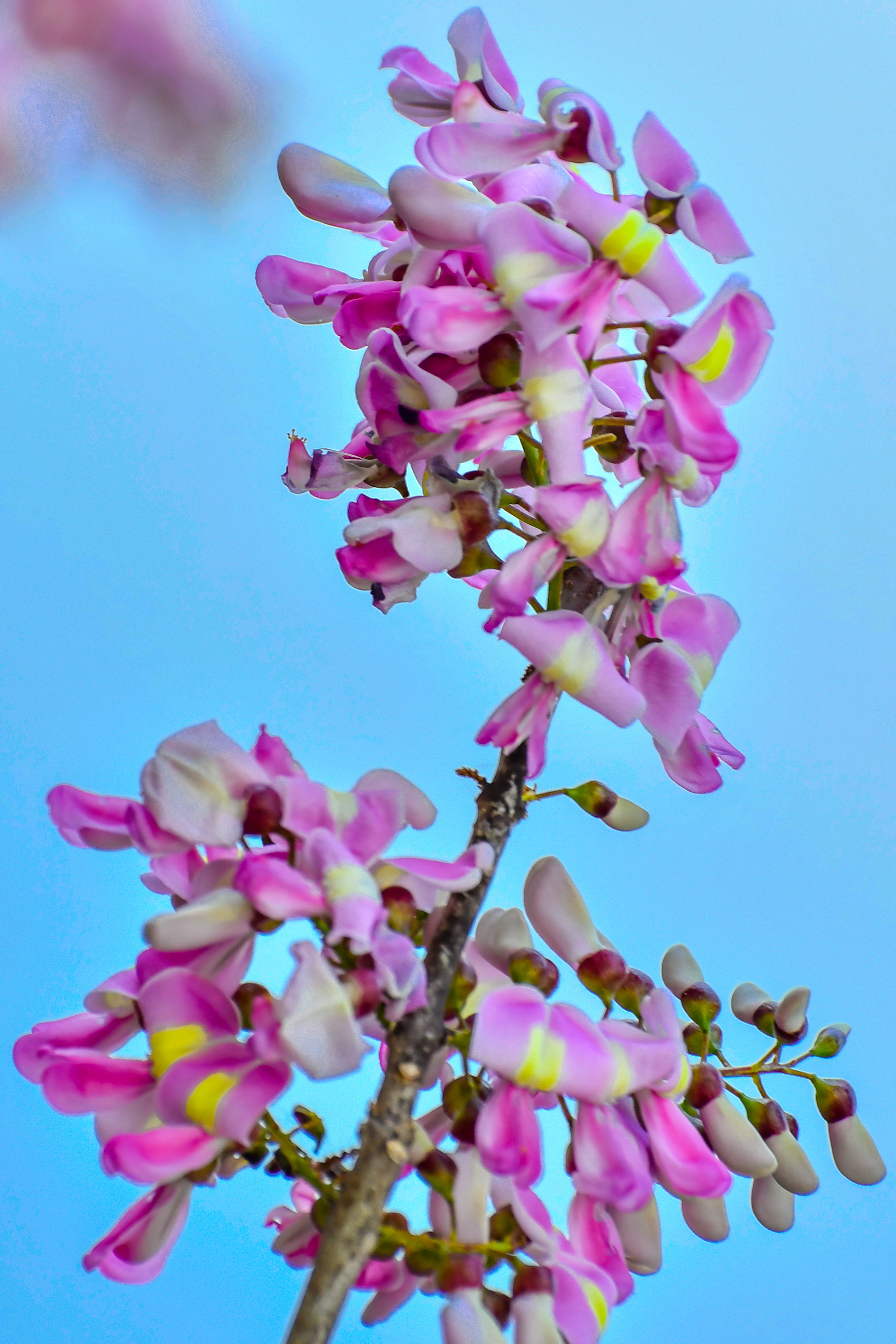
Flor da Gliricidia Sepium

G. sepium é uma árvore de tamanho médio que cresce até 12 metros de altura. A casca é lisa e sua cor pode variar de um cinza esbranquiçado a um marrom-avermelhado.
As flores estão localizadas na extremidade dos ramos que não possuem folhas. Estas flores têm uma cor rosa brilhante a lilás tingido de branco. Uma pálida mancha amarela é geralmente visivel na base da flor.
O fruto da árvore é uma vagem de cerca de 10-15 cm, de cor verde quando imatura e amarelo-acastanhado quando atinge a maturidade. A vagem produz quatro a dez sementes redondas de cor castanha. Suas sementes são dispersas até 40 metros de distância, após a abertura "explosiva" das vagens, com uma taxa de germinação em torno de 90%. Por isso é considerada uma espécie invasora em algumas regiões.
G. sepium é nativa de florestas tropicais secas no México e na América Central. Além de sua ocorrência nativa, é cultivada em muitas regiões tropicais e subtropicais, incluindo o Caribe, partes do norte da América do Sul, África Central, partes da Índia, partes de Mianmar e sudeste da Ásia.
A árvore cresce bem em solos ácidos com um pH de 4,5-6,2. É encontrada em solos vulcânicos em sua ocorrência nativa na América Central e no México. No entanto, também pode crescer em solos arenosos, argilosos e calcários.
É bastante tolerante a seca, produzindo bastante biomassa mesmo em condições de baixa disponibilidade hídrica.
G. sepium é popularmente chamada ao redor do mundo de: mata ratón, cacao de nance, cacahuananche, balo-no-Panamá, piñón cubano na República Dominicana, madreado em Honduras, kakawate nas Filipinas, madre xacao ou madre de cacao nas Filipinas e na Guatemala, madera negro na Nicarágua, undirmari em Marathi, wetahiriya em Sinhala e quick-stick em inglês.

## Usos
G. sepium foi espalhada pelos trópicos para sombrear plantações, como as de café e cacau. Hoje é usada para muitos outros fins, incluindo cercas vivas, forragem, lenha, adubo verde, cultivo intercalado e veneno de rato. Seu uso se expandiu após a desfoliação generalizada de Leucaena, atacadas pelo psilídeo na década de 1980.  No método charsutri de cultivo de arroz, as folhas de gliricidia são incorporadas ao solo durante a aração.

### Forragem
G. sepium é usada como forragem para bovinos, ovinos e caprinos. Seu alto teor de proteína permite complementar forragens tropicais de baixa qualidade. G. sepium pode tolerar constantes podas, a cada 2 a 4 meses dependendo do clima. A poda da G. sepium faz com que ela retenha suas folhas durante a estação seca, quando muitas culturas forrageiras perderam suas folhas. Em alguns casos, é a única fonte de alimento durante a estação seca.

### Consórcio
G. sepium é usada em cultivos consorciados, em parte porque fixa nitrogênio no solo e tolera condições de baixa fertilidade. Portanto, quando são intercaladas com outras culturas, podem aumentar significativamente a produtividade das lavouras, sem a necessidade de fertilizantes químicos.
É altamente tolerável a podas drásticas anuais, até mesmo na altura de outras culturas baixas ou na base do tronco. Dessa forma, é utilizada também como adubo verde.

### Estabilização do solo
G. sepium é uma planta pioneira de rápido crescimento e fácil propagação por estacas ou sementes. Por isso, também é plantada para evitar a erosão da camada superficial do solo nos estágios iniciais do reflorestamento de áreas desmatadas e como uma etapa intermediária a ser realizada antes da introdução de espécies que demoram mais para crescer, ou são mais exigentes quanto a qualidade do solo e quantidade de luz solar.

### Árvore de sombra
O nome vulgar madre de cacao (literalmente "mãe do cacau " em espanhol), usado na América Central e nas Filipinas, é uma referência ao seu uso tradicional como árvore de sombra para as plantações de cacau.

### Outros
G. sepium é amplamente utilizado como estaca para cercas vivas em Cuba e Índia, com o intuito de proteger as culturas de animais como cabras, vacas e búfalos. Para esta finalidade, é considerada uma das melhores plantas. Também é usada por suas propriedades repelentes de insetos. Fazendeiros da América Latina costumam lavar seus rebanhos com uma pasta feita de folhas esmagadas de G. sepium para afastar a mosca-berneira. Nas Filipinas, o extrato obtido de suas folhas é transformado em xampu anti-sarna para cães.